# Jacques Morel
Jacques Morel (n. 29 mai 1922, Paris, Franța – d. 10 aprilie 2008, Paris, Franța) a fost un actor de film francez.
A fost probabil cel mai cunoscut ca vocea în limba franceză a personajului de desene animate Obelix în adaptarea animată a desenului animat Asterix.
Jacques Morel a murit la Paris, Franța, la 9 aprilie 2008, la vârsta de 85 de ani.
Jacques Morel a studiat la HEC Paris.

## Filmografie selectivă
- 1955 Marile manevre (Les grandes manoeuvres), regia René Clair
- 1965 Gentlemanul din Cocody (Le Gentleman de Cocody), regia Christian-Jaque
- 1959 Maigret și afacerea Saint-Fiacre (Maigret et l'Affaire Saint-Fiacre), regia Jean Delannoy : Maître Mauléon
- 1959 Trageți în Stanislas! (Pleins feux sur Stanislas), regia Jean-Charles Dudrumet